# ابن الماء المتوسط

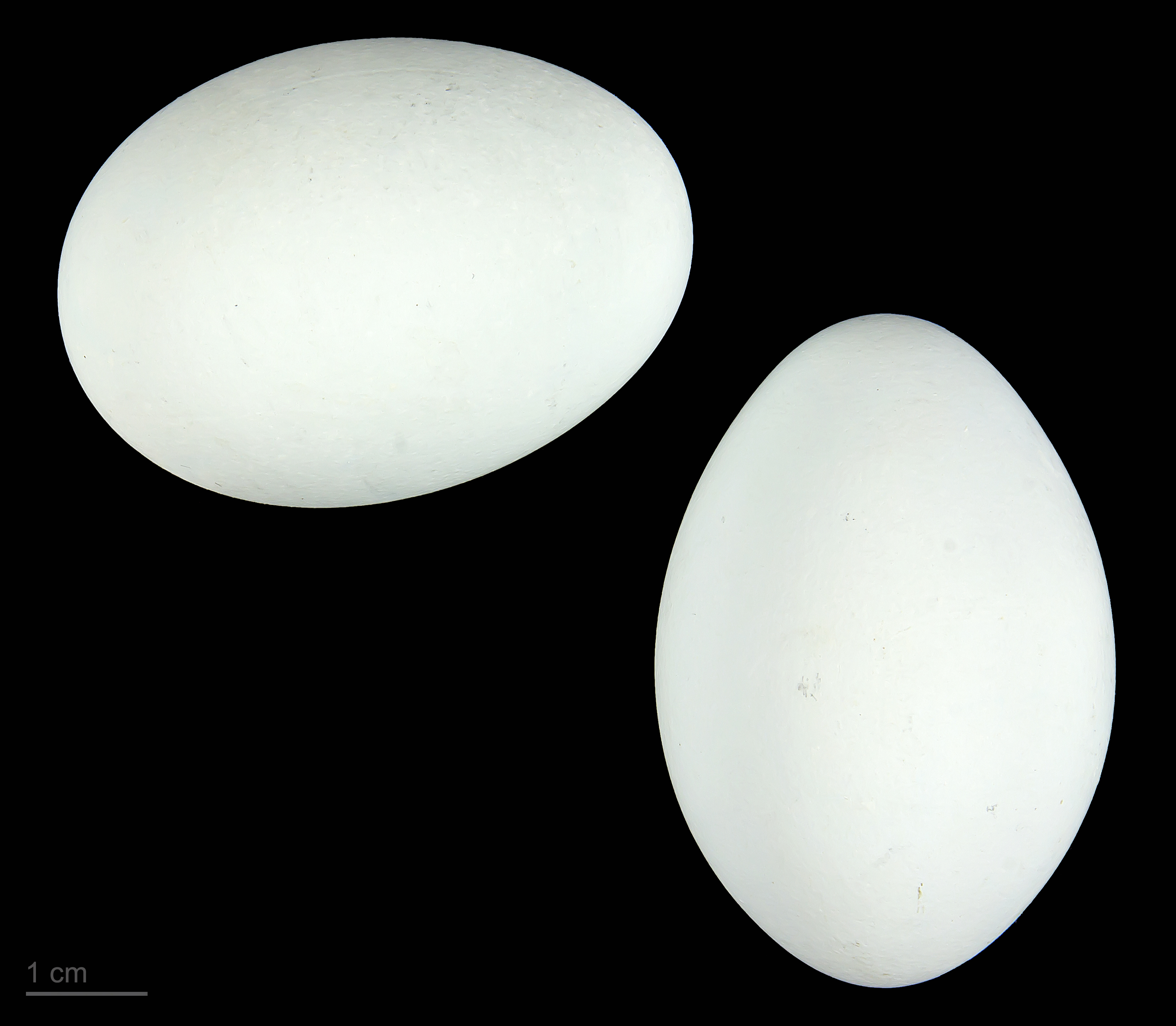
بيض ابن الماء القنبري

ابن الماء المتوسط  أو ابن الماء القُنْبُري (الاسم العلمي:   Egretta  intermedia) (بالإنجليزية: Intermediate  Egret)‏ هو طائر ينتمي إلى بلشونيات (فصيلة: Ardeidae). يعيش أسراباً كبيرة على الشواطئ والمناقع والبحيرات وأخوار الأنهار. موئله قارة آسيا.

## أوصافه
حجمه صغير، وريشه ناصح البياض.
هذا النوع ذو حجم متوسط بين البلشون الأبيض الكبير والأنواع الأصغر حجماً مثل السنقيل وبلشون القطعان، لكنه أقرب إلى الأنواع الصغيرة من حيث الحجم. يتراوح طوله من 56 إلى 72 سم، ويتراوح مدى جناحيه مفرودين بين 105 و 115 سم. الوزن يقارب 400 غم, ريشه أبيض بالكامل، وأرجله داكنة اللون ومنقاره أصفر غامق، وقد توجد طيور ذات منقار أحمر أو أسود. والجنسان متشابهان.

## السلوك
يطارد البلشون الأبيض فرائسه من الأسماك والضفادع والقشريات والحشرات بطريقة منهجية في المياه الساحلية الضحلة أو المياه العذبة، بما في ذلك الحقول المغمورة بالمياه. غالبًا ما يعشش في مستعمرات الطيور مع مالك الحزين وغيره، حيث يبني أعشاشه على منصات من العصي في الأشجار أو الشجيرات.
يضع البلشون الأبيض 2 أو 3 بيضات في المرة الواحدة، لكن يمكن أن يكون يصل العدد إلى 6 بيضات في العش الواحد. لون البيض أخضر شاحب، وقشرته ناعمة ومنقورة قليلاً. يحضن كلا الوالدين البيض الذي يفقس بعد 24 إلى 27 يومًا، حيث يفقس البيض بشكل غير متزامن. يرعى الأبوان الصغار لمدة 12 يومًا بعد خروجها من البيض، فتدافع عن الأعشاش من الحيوانات المفترسة الهوائية أثناء الحضانة والتفريخ، حيث تجلس فوق العش وترفع ريشها وتوجّه منقارها نحو مصدر التهديد.
يجتر الأبوان الطعام للصغار، في البداية تضعه على أرضية العش ولكن لاحقًا يأخذ الكتكوت الطعام من فم الوالدين مباشرة.
يظهر الزغب على الكتاكيت في وقت مبكر بدءاً من عمر 4 أيام ويمكن للصغار مغادرة العش في عمر 24 يومًا، لكن ليس بشكلٍ نهائي، إذ تعود للحصول على الغذاء. تغادر الكتاكيت الأعشاش بعد 70 يومًا.

## معرض صور

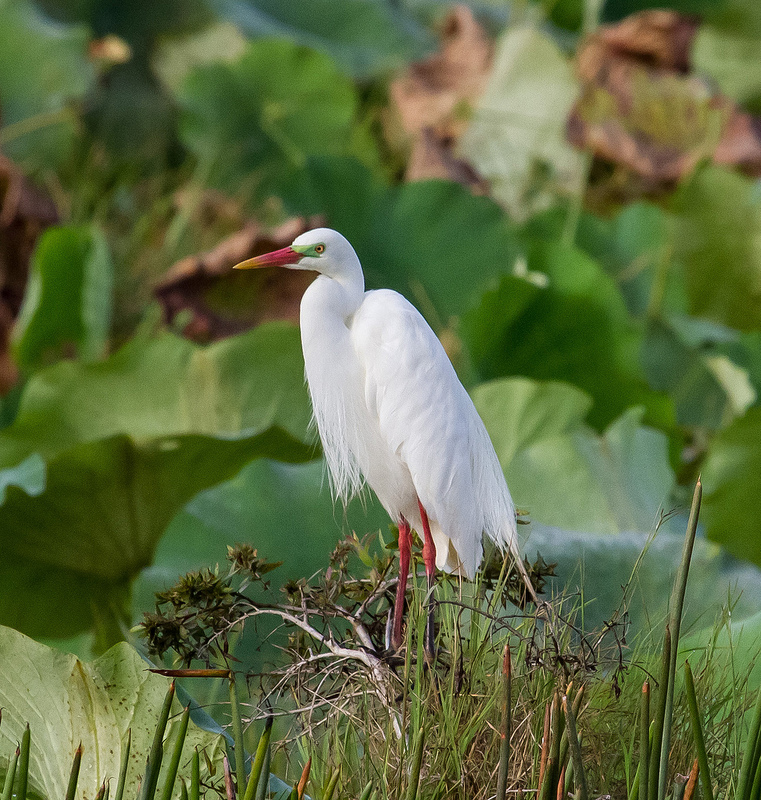
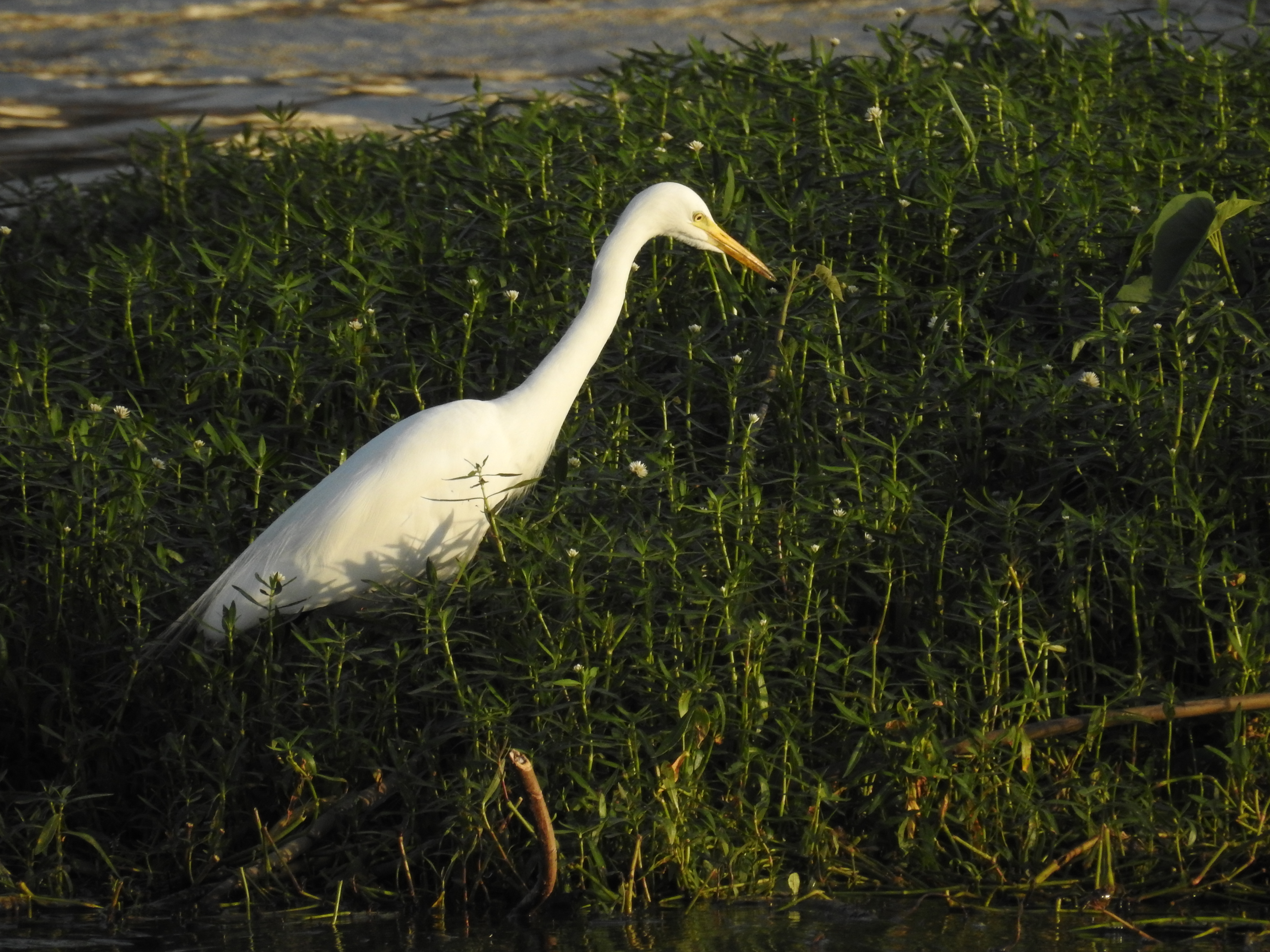
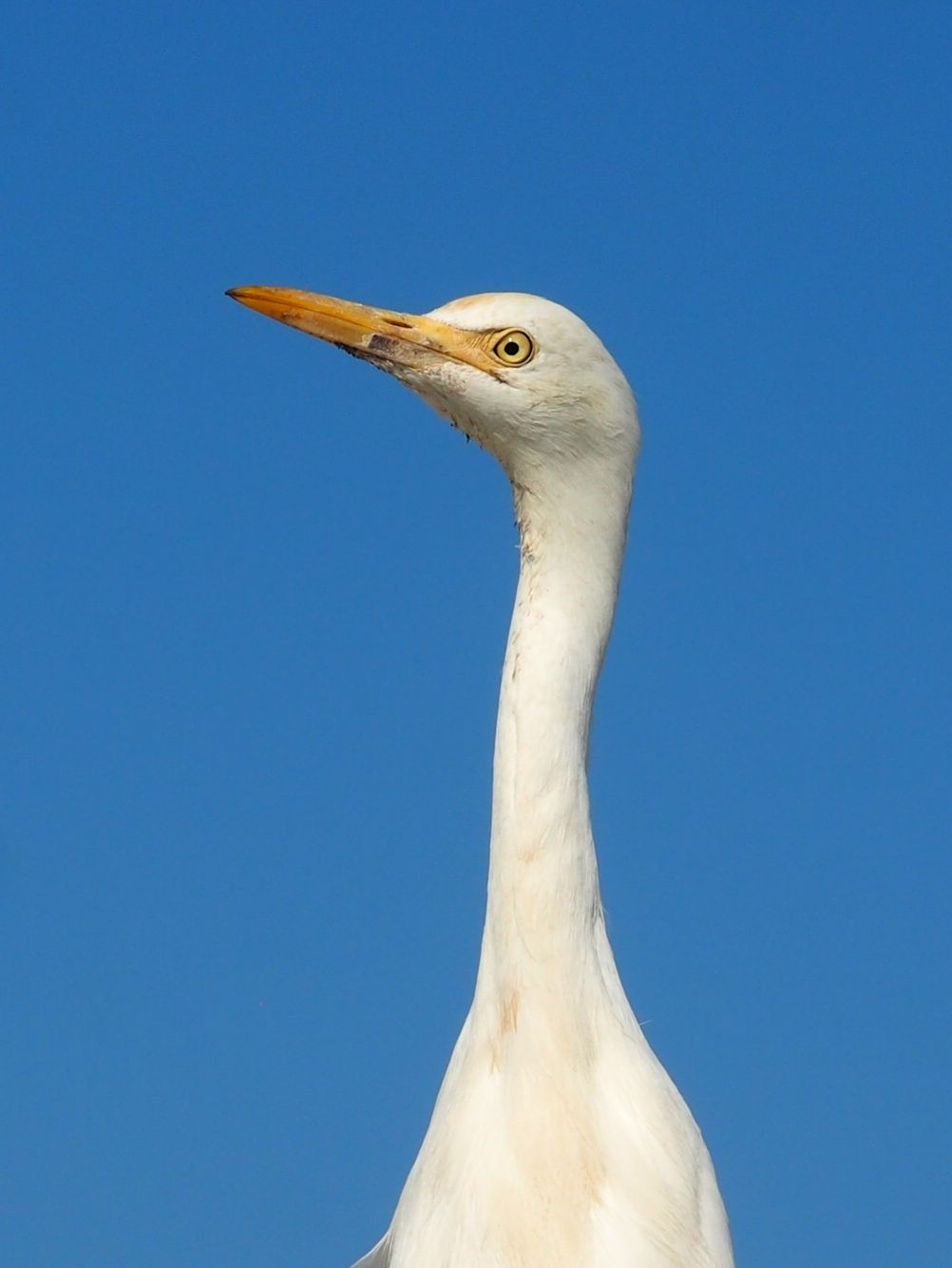